# 科朗德尔
科朗德尔（法語：Collandres，法語發音：[kɔlɑ̃dʁ]）是法国康塔尔省的一个市镇，属于莫里亚克区。

## 地理
科朗德尔（45°14'10"N, 2°39'27"E）面积43.32 平方千米，位于法国奥弗涅-罗讷-阿尔卑斯大区康塔爾省，该省份为法国中南部省份，位于法國中央高原中心，北起科雷兹省、上盧瓦爾省和多姆山省，西接洛特省和科雷兹省，南至阿韦龙省和洛特省，东临上盧瓦爾省和洛泽尔省。
与科朗德尔接壤的市镇（或旧市镇、城区）包括：阿普雄、谢拉德、勒法尔古、里永埃斯蒙塔涅、圣伊波利特、特里扎克、瓦莱特、勒沃尔米耶。

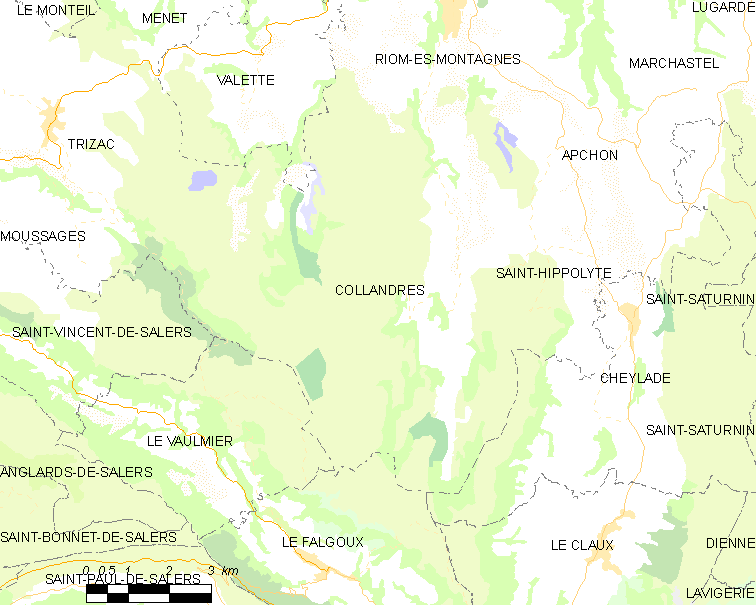
科朗德尔的OSM定位图

科朗德尔的时区为UTC+01:00、UTC+02:00（夏令时）。

## 行政
科朗德尔的邮政编码为15400，INSEE市镇编码为15052。

## 政治
科朗德尔所属的省级选区为里永埃斯蒙塔涅县。

## 人口

1962-2008年间科朗德尔人口变化图示

科朗德尔于2022年1月1日时的人口数量为157人。